# Equazione del razzo di Ciolkovskij
L'equazione del razzo di Ciolkovskij (in russo Циолко́вский?, Tsiolkovsky secondo la traslitterazione anglosassone più frequentemente in uso) descrive il moto dei corpi di massa variabile nello spazio ed è alla base della propulsione spaziale. Essa afferma che per la legge di conservazione della quantità di moto, un corpo può accelerare semplicemente grazie all'espulsione di parte della sua massa in senso opposto a quello in cui si vuole l'aumento di velocità.
È stata derivata indipendentemente dal matematico britannico William Moore nel 1813 e dal belga Casimir Erasme Coquillart nel 1873, che l'applicarono al moto dei missili a scopo militare, e, alla fine dell'Ottocento, dal russo Konstantin Ciolkovskij (del quale porta il nome), che l'applicò per la prima volta al moto di un razzo in un articolo del 1903 ed è considerato il padre dell'astronautica.

## Formulazione matematica
L'espressione classica dell'equazione del razzo è:
{\displaystyle \Delta v=v_{e}\ln {\frac {m_{i}}{m_{f}}}}
dove:
- {\displaystyle \Delta v} è il delta-v, ovvero l'incremento di velocità acquisito dal razzo in seguito all'accensione del propulsore
- {\displaystyle v_{e}} è la velocità equivalente di uscita dal propulsore, relativa al veicolo. La velocità equivalente differisce da quella relativa effettiva per la presenza del termine statico delle pressioni: infatti {\textstyle v_{e}=u_{e}+{\frac {(p_{e}-p_{a})A_{e}}{\dot {m}}}}, dove[3]
  - {\displaystyle u_{e}} è la velocità di efflusso dei gas relativa al veicolo. Nel caso di ugello adattato si ha  {\displaystyle p_{e}-p_{a}=0} e quindi {\displaystyle v_{e}=u_{e}}
  - {\displaystyle A_{e}} è la sezione dell'ugello di scarico
  - {\displaystyle p_{e}} è la pressione dei gas in uscita
  - {\displaystyle p_{a}} è la pressione ambientale (nulla nello spazio)
- {\displaystyle m_{i}} è la massa totale iniziale
- {\displaystyle m_{f}} è la massa totale finale

Essendo la velocità di efflusso equivalente relativa al veicolo uguale al prodotto dell'impulso specifico ponderale, {\displaystyle I_{sp}}, per l'accelerazione gravitazionale media al livello del mare, {\displaystyle g_{0}}, si ha:
{\displaystyle \Delta v=I_{sp}g_{0}\ln {\frac {m_{i}}{m_{f}}}}
Il quoziente delle masse è conosciuto come rapporto di massa o mass ratio
{\displaystyle \Lambda ={\frac {m_{i}}{m_{f}}}}
per cui 
{\displaystyle \Delta v=I_{sp}g_{0}\ln \Lambda }
Il valore dell'incremento di velocità al termine della combustione è indicato come velocità ideale del razzo.

## Derivazione dalla seconda legge della dinamica
L'equazione può essere facilmente ricavata come fece lo stesso Tsiolkovskij per la prima volta. Per la seconda legge della dinamica la forza agente su un veicolo (ovvero la spinta) è pari alla sua massa per l'accelerazione (o variazione di velocità):
{\displaystyle F=m{\frac {dv}{dt}}}
ma è anche uguale (in assenza di forze esterne agenti sul veicolo quali la forza gravitazionale e le azioni aerodinamiche) alla velocità di variazione della quantità di moto, ovvero la velocità dei gas di uscita dal propulsore (−ve) per il cambiamento di massa dovuto al consumo di combustibile più la forza risultante dalla differenza di pressione tra l'ugello e l'ambiente esterno:
{\displaystyle F=-v_{e}{\frac {dm}{dt}}+A_{e}(p_{e}-p_{a})}
Introducendo la velocità di efflusso equivalente (o efficace):
{\displaystyle v_{eq}=v_{e}+{\frac {(p_{e}-p_{a})A_{e}}{\dot {m}}}}
ed uguagliando le due espressioni:
{\displaystyle m{\frac {dv}{dt}}=-v_{eq}{\frac {dm}{dt}}}
da cui
{\displaystyle dv=-v_{eq}{\frac {dm}{m}}}
Potendo ora separare le variabili, l'equazione può essere integrata, ottenendo l'equazione cercata:
{\displaystyle \ v_{f}-v_{i}=v_{eq}\left[\,\ln(m_{i})-\ln(m_{f})\right]}
nella quale i pedici {\displaystyle i} ed {\displaystyle f} contraddistinguono rispettivamente le condizioni iniziali e finali, adottate quali estremi d'integrazione. In particolare, quali condizioni iniziali si adottano i valori della massa e della velocità possedute dal veicolo subito prima dell'accensione del motore.
Si può notare come per ottenere un valore grande del Δv si possa agire teoricamente in direzioni diverse:
- grandi rapporti tra massa iniziale e finale (cioè grande consumo di combustibile per la manovra)
- valore elevato della velocità di uscita (ovvero grande impulso specifico).
- una combinazione dei due punti precedenti

Per ottenere grandi spinte da un endoreattore, generalmente, si utilizza la prima situazione descritta; è questo il caso, ad esempio, dei lanciatori. La seconda soluzione è invece tipica della propulsione elettrica per uso spaziale, con bassissime masse espulse ma impulsi specifici molto elevati.

## Applicazioni
L'equazione di Ciolkovskij è stata derivata ipotizzando che il corpo di cui è analizzato il moto sia soggetto alla sola azione della spinta esercitata dal motore; non prevede quindi l'azione di forze gravitazionali o aerodinamiche. Come tale, quindi, risulterebbe esatta solo per la descrizione del moto di un razzo nel vuoto.
Tuttavia, può essere efficacemente applicata all'analisi delle manovre orbitali, se eseguite con propulsori chimici. Consente infatti sia di determinare quale orbita può essere raggiunta con un dato quantitativo di propellente, sia di determinare, nella sua forma inversa (riportata di seguito), quanto propellente è necessario per raggiungere una data orbita (ovvero, per acquisire una data variazione nel valore della velocità, {\displaystyle \Delta v}).
{\displaystyle m_{p}=m_{i}\left[1-\exp \left(-{\frac {\Delta v}{g_{0}I_{\!sp}}}\right)\right]}
Nell'applicazione alle manovre orbitali, si assume in particolare che la manovra avvenga in modo impulsivo: sia la variazione nel valore della velocità, sia la fase di accensione del motore sono trattate come se fossero istantanee. Questa ipotesi è abbastanza accurata per le accensioni di breve durata, quali quelle utilizzate nelle manovre di correzione di rotta o d'inserimento orbitale. Al crescere della durata dell'accensione del razzo, tuttavia, il risultato perde in accuratezza a causa degli effetti dell'azione della gravità sul veicolo nel corso della durata della manovra stessa. Esistono a tale scopo formulazioni differenti che tengono conto dell'azione della gravità. Nel caso di propulsori a bassa spinta (quali sono i propulsori elettrici), che richiedono lunghe fasi di accensione per conseguire la variazione orbitale desiderata, sono necessarie analisi più complicate.

## Estensioni relativistiche
Dalla teoria classica del razzo è stata sviluppata una estensione soggiacente alla relatività ristretta nota come teoria del razzo relativistico, originariamente formulata da Ackeret.